# بونانزا (ميزوري)
بونانزا هي منطقة فردية في مقاطعة كالدويل في ولاية ميسوري.

## التاريخ
فيها مكتب بريد يسمى بونانزا تأسس في عام 1881 وظل في العمل حتى عام 1903. اسم بونانزا هو اسم مشتق من الإسبانية.